# 청도 성불암 소장 산신도
청도 성불암 소장 산신도(淸道 性佛庵 所藏 山神圖)는 대한민국 경상북도 청도군 각북면 성불암에 있는 산신도이다. 2016년 10월 6일 경상북도의 문화재자료 제649호로 지정되었다.

## 지정 사유
이 불화는 노송과 산수를 배경으로 산신과 호랑이, 동자와 동녀 2위 등을 배치하여 안정된 구성을 보여주는 산신도이다.
화면에 얼룩과 오염자국이 보이고 畵記가 부분적으로 손상되었지만, 보존 상태는 비교적 양호한 편이다. 화기를 통해 1890년이라는 정확한 제작시기와 작가를 알 수 있는데, 작가 香湖堂 妙永은 19세기 중반에서 20세기 전반에 활약한 畵僧으로 이 산신도는 그의 말년에 조성된 작품이다.
이 산신도는 기존의 산신도와는 달리 불·보살상처럼 着衣가 화려하고, 호랑이와 산신의 흉배 및 산수 표현 등에 민화적 요소가 강하게 투영되어 있어 민화연구에 중요한 자료일 뿐만 아니라 19세기 후반에서 20세기 초에 걸쳐 제작된 산신도 연구에 자료적 가치가 크다고 판단되므로 文化財資料 指定對象로 지정한다.

## 참고 문헌
- 청도 성불암 소장 산신도 - 국가유산청 국가유산포털